# Marcelo Brozović
Marcelo Brozović (hr[martsělo brǒːzoʋitɕ]; n. 16 noiembrie 1992, Zagreb, Croația) este un fotbalist croat, care joacă pe post de mijlocaș la Al-Nasr în Liga Profesionistă din Arabia Saudită. Pe plan internațional, are prezențe la națională pentru Croația U18⁠(d), Croația U-19⁠(d), Croația U-20⁠(d), Croația U-21⁠(d) și Croația.
Pe plan internațional, Brozović a făcut parte din echipa Croației care și-a reprezentat țara la edițiile din 2014 și 2018 ale Campionatului Mondial și la Euro 2016.

## Cariera pe echipe

### Primii ani
Brozović s-a născut la Zagreb, jucând la echipele de tineret ale lui Hrvatski Dragovoljac. El a debutat în cariera de fotbalist profesionist pe 24 iulie 2010, fiind titular și jucând în cele 90 de minute într-un meci pierdut cu scorul de 1-4 împotriva lui Dinamo Zagreb. Brozović a marcat primul său gol pe 18 martie anul viitor, cel care avea să decidă meciul împotriva lui Karlovac.

### Lokomotiva
În iulie 2011, a semnat cu Lokomotiva, după retrogradarea lui Dragovoljac. El a jucat în cele 27 de meciuri de de campionat în primul sezon, 2011-2012, marcand de patru ori pentru Lokomotiva, care a obținut o poziție confortabila la mijlocul clasamentului.

### Dinamo Zagreb
În august 2012, Brozović a semnat un contract pe șapte ani cu Dinamo Zagreb, ca înlocuitor pentru portarul lui Hamburger SV, Milan Badelj. El a primit numărul 77 și și-a făcut debutul competițional pe 14 septembrie în remiza fără goluri împotriva lui NK Osijek, intrând la pauză din postura de rezervă. Patru zile mai târziu, Brozović și-a făcut debutul în Liga Campionilor UEFA jucând 90 de minute într-o înfrângere scor 0-2 cu acasă cu Porto, în primul meci din grupe.
A trebuit să aștepte până pe data de 14 aprilie a anului următor pentru a marca primul său gol pentru Dinamo Zagreb, după ce a obținut a doua victorie de pe teren propriu, scor 2-0 cu Inter Zaprešić. Brozović și-a încheiat primul sezon la echipă jucând în 30 de meciuri în toate competițiile, dintre care 23 în campionat, înscriind de două ori, iar Dinamo Zagreb a câștigat campionatul, a ajuns în a doua rundă a Cupei Croației 2012-2013 și a fost eliminată din grupele Ligii Campionilor.

### Inter Milano
La 24 ianuarie 2015, Brozovic a semnat cu Inter Milano un contract de împrumut de un an și jumătate, cu opțiune de cumpărare. Brozović a preluat tricoul cu numărul lui preferat, 77, purtat ultima dată la Inter de Sulley Muntari. El și-a făcut debutul oficial cu echipa la 1 februarie 2015, jucând în ultimele 20 de minute ale meciului lui Inter împotriva lui Sassuolo Calcio, devenind cel de-al 900-lea jucător care a  purtat tricoul Nerazzurri. El a înscris primul gol pentru Inter în ultima etapă de campionat într-o victorie cu 4-3 obținută în fața lui Empoli, ajutând-o pe Inter să încheie sezonul cu o victorie. Brozovic a terminat primul sezon la Inter cu 15 meciuri în campionat, 13 dintre ele fiind începute ca titular, și cu un gol marcat.
Brozović a început primul său sezon complet de la Inter, fiind titular și jucând 85 de minute în meciul de deschidere al Seriei A 2015-2016 împotriva lui Atalanta acasă. El a înscris primul gol al sezonului pe 23 noiembrie în timpul meciului cu Frosinone acasă, în care a intrat de pe bancă în minutul 88 și a înscris al patrulea gol al meciului cu patru minute mai târziu, ajutând-o pe Inter să înregistreze victoria cu cea mai mare diferență de goluri a sezonului. Pe 12 decembrie, Brozović a marcat al doilea gol în campionat, cu un șut puternic din afara careului, și ultimul gol al victoriei cu 4-0 împotriva Udinese, sărbătorind golul cu coechipierii săi, creându-și astfel propriul stil de a celebra marcarea golului cunoscut ca EpicBrozo.
Trei zile mai târziu, în optimile Coppa Italia, sezonul 2015-2016, în meciul cu Cagliari, Brozović a marcat un gol identic ca cel marcat cu Udinese, ajutând-o pe Inter să progreseze în semifinală cu o victorie de 3-0. Pe 7 februarie 2016, el i-a dat o pasă de gol lui Jeison Murillo dintr-o lovitură de colț în meciul cu Hellas Verona, care s-a terminat la egalitate, scor 3-3. Două săptămâni mai târziu, Brozović i-a dat a doua pasă de gol în acel sezon lui Mauro Icardi, care a marcat al treilea gol al victoriei cu 3-1 împotriva Sampdoriei.
La 2 martie, în returul semifinalei de Coppa Italia împotriva Juventus de pe San Siro, Brozović a marcat o dublă, inclusiv una dintr-o lovitură de pedeapsă, pentru a ajuta-o pe Inter să întoarcă înfrângerea cu 3-0 din tur să egaleze scorul la general la 3-3, meciul a intrat la loviturile de departajare; el a înscris din penalty, dar Inter a pierdut 3-5 si în cele din urma a fost eliminată din competiție.
Brozović a început noul sezon jucând în ultimele 20 de minute ale înfrângerii 2-0 cu Chievo Verona, luând un cartonaș galben în minutul 79. La 15 septembrie, în timpul primului meci din grupele UEFA Europa League 2016-2017 împotriva lui Hapoel Be'er Sheva, Brozovic a jucat ca titular înainte de a fi înlocuit la începutul celei de-a doua reprize; el a refuzat să rămână pe bancă, lucru care a stârnit controverse la Inter. Acest lucru l-a determinat pe antrenorul Frank de Boer să-l excludă din lot pentru meciul de campionat împotriva lui Juventus pentru „comportament nesportiv”. Vorbind despre această problemă, De Boer a declarat că Brozović „trebuie să demonstreze că este disciplinat”, adăugând că „el a făcut ceva pe care nu am putut accepta”.
El a fost în cele din urmă chemat înapoi în lot pe 20 octombrie pentru meciul de campionat împotriva lui Cagliari, terminat cu o înfrângere acasă 1-2, rămânând pe bancă. Patru zile mai târziu, el a jucat al treilea meci din grupele UEFA Europa League 2016-2017 împotriva luiSouthampton, dar a fost eliminat în minutul 77 după ce a primit un al doilea cartonaș galben.
Brozović și-a îmbunătățit jocul cu noul antrenor Stefano Pioli înscriind primul gol al sezonului pe 24 noiembrie, în victoria din deplasare, scor 3-2 cu Hapoel Be'er Sheva. În ciuda faptului că a fost 2-0 în prima repriză, meciul s-a terminat cu eliminarea lui Inter din Europa League. Acest meci a fost urmat de primul său gol după câteva zile, înscriind în două minute, cu un șut din marginea careului, ajutând-o pe Inter să obțină victoria în fața Fiorentinei, scor 4-2 pe San Siro. Pe 7 decembrie, Brozovic și-a prelungit contractul cu Inter Milano până în 2021, cu o creștere substanțială a salariului. Patru zile mai târziu, a marcat o dublă care a ajutat-o pe Inter să o învingă pe Genoa cu 2-0.
El a marcat primele sale goluri din sezonul 2017-2018 pe 2 octombrie într-o victorie, scor 2-1 în fața nou promovatei Benevento. Mai târziu, pe 11 februarie 2018, în timpul meciului de ligă împotriva Bolognei, Brozović a fost înlocuit în minutul 58 după un meci slab; în timp ce ieșea de pe teren, a fost huiduit de o parte a publicului, iar el a răspuns aplaudând sarcastic. El a fost amendat de club pentru incident și a fost lăsat pe bancă pentru meciul următor împotriva luiGenoa, intrând pe teren doar pe final de meci. Mai târziu, pe tot parcursul sezonului, Brozović și-a revenit într-o formă bună, devenind din nou titular. El a jucat meciul cu numărul 100 în Serie A pe 12 mai în înfrângerea suferită în fața lui Sassuolo cu 1-2. În ultimul meci al sezonului, împotriva lui Lazio, pasa sa din prima repriză a dus la marcarea unui gol de Danilo D'Ambrosio, în timp ce lovitura de colț pe care a executat-o în a doua repriză a fost reluată în plasă de Matías Vecino, Inter câștigând 3-2 pentru a obține un loc în grupele UEFA Champions League pentru sezonul 2018-2019. A marcat patru goluri și a oferit nouă pase de gol, opt dintre ele în a doua parte a sezonului, în 31 de meciuri de campionat.
În sezonul 2018-2019, Brozović a jucat primul meci în cadrul Ligii Campionilor la Inter, în 18 septembrie, în meciul de deschidere din Grupa B, într-o victorie cu 2-1 în fața Tottenham Hotspur în care echipa sa a revenit de la 0-1. El a reușit să marcheze primul gol în campionat după patru zile, cel care avea să aducă victoria lui Inter în minutul 94 cu Sampdoria în Serie A, din etapa a cincea.

## Cariera la națională

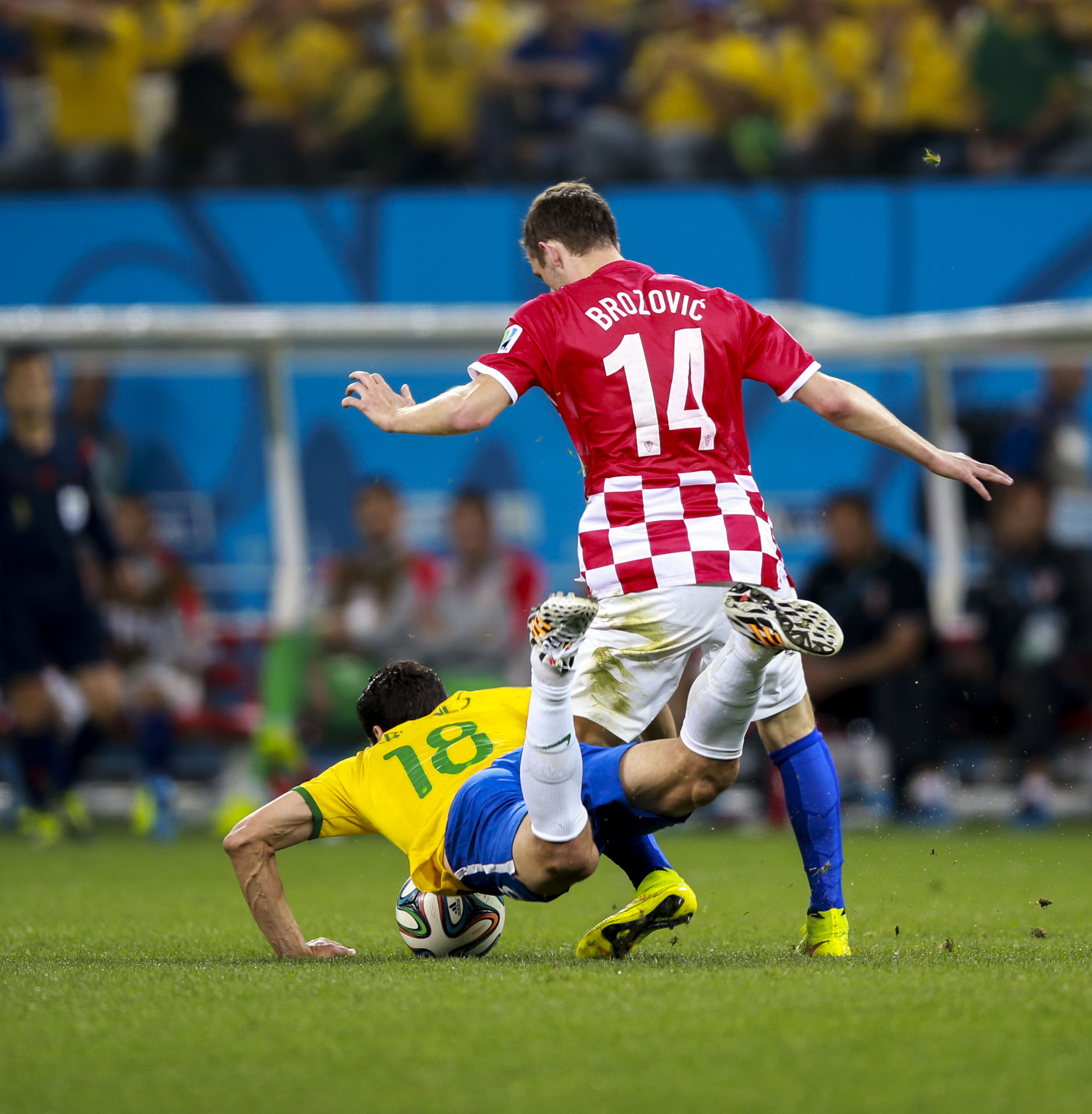
Brozović în timpul meciului Brazilia - Croației la Campionatul Mondial FIFA 2014

Brozovic a jucat pentru Croația la categoriile de vârstă sub 18 ani, sub 19 ani, sub 20 ani și sub 21 de ani. Pentru acesta din urmă a jucat pentru o mare parte din anul 2013, marcând șapte goluri în opt meciuri.
La 31 mai 2014, Brozovic a fost inclus în lista finală a lui Niko Kovač pentru Campionatul Mondial de Fotbal din 2014 și a fost trecut pentru prima dată pe foaia de joc a echipei mare pe 7 iunie, într-o victorie scor 1-0 împotriva Australiei la Estádio de Pituaçu. Brozović și-a făcut debutul la Campionatul Mondial cinci zile mai târziu, jucând în ultimele 26 de minute într-o înfrângere, scor 1-3 împotriva gazdei, Brazilia.
Începând cu Campionatul Mondial din 2014, Brozovic a devenit un titular obișnuit al formației croate pentru calificările la Campionatul European din 2016, jucând alături de Luka Modrić și Ivan Rakitić, ca parte a unui triunghi la mijlocul terenului din echipa Croației. A marcat primul gol pentru Croația împotriva Azerbaidjanului, într-o victorie scor 6-0 în Osijek. Cel de-al doilea gol al calificărilor Euro 2016 a venit în martie 2015 împotriva Norvegiei, când a marcat un gol care a dus echipa sa în avantaj scor 1-0, cu un șut de la 20 de metri tras la firul ierbii în colțul din dreapta jos.
În mai 2016, Brozovic a făcut parte din echipa Croației pentru Campionatul European din 2016. El a jucat primul meci la Campionatul European chiar în primul meci al Croației din grupa D cu Turcia, jucând 90 de minute, iar cu echipa sa câștigând cu 1-0. Ulterior, a marcat o dublă pentru Croația pe 12 noiembrie 2016 în calificările la Campionatul Mondial împotriva Islandei.
În luna mai 2018 a fost numit în lotul de 32 de jucători ai Croației pentru Campionatul Mondial din 2018 în Rusia, unde echipa sa a ajuns până în finala pierdută în fața Franței.

## Stil de joc
Stilul de joc al lui Brozović a fost comparat cu cel al lui Frank Lampard. El este cunoscut pentru pasele, sprinturile și rezistența sa. El  joacă, de obicei, pe postul de mijlocaș box-to-box, dar este considerat a fi un mijlocaș versatil care poate juca bine oriunde la mijlocul terenului.

## Viața personală
Brozović s-a căsătorit cu Silvija Brozović (născută Lihtar) în 2016; fiica lor, Aurora, s-a născut un an mai târziu.

## Statistici privind cariera

### Club
Până pe 17 martie 2019
| Club                 | Sezon         | Campionat         | Campionat | Campionat | Cupă    | Cupă   | Europa  | Europa | Altele  | Altele | Total   | Total  |
| Club                 | Sezon         | Divizie           | Meciuri   | Goluri    | Meciuri | Goluri | Meciuri | Goluri | Meciuri | Goluri | Meciuri | Goluri |
| -------------------- | ------------- | ----------------- | --------- | --------- | ------- | ------ | ------- | ------ | ------- | ------ | ------- | ------ |
| Hrvatski Dragovoljac | 2010–2011     | Prima Ligă Croată | 22        | 1         | 1       | 0      | —       | —      | —       | —      | 23      | 1      |
| Lokomotiva           | 2011–2012     | Prima Ligă Croată | 27        | 4         | —       | —      | —       | —      | —       | —      | 27      | 4      |
| Lokomotiva           | 2012–2013     | Prima Ligă Croată | 6         | 1         | 1       | 1      | —       | —      | —       | —      | 7       | 2      |
| Lokomotiva           | Total         | Total             | 33        | 5         | 1       | 1      | —       | —      | —       | —      | 34      | 6      |
| Dinamo Zagreb        | 2012–2013     | Prima Ligă Croată | 23        | 2         | 1       | 0      | 6       | 0      | —       | —      | 30      | 2      |
| Dinamo Zagreb        | 2013–2014     | Prima Ligă Croată | 27        | 6         | 6       | 1      | 8       | 1      | 1       | 0      | 42      | 8      |
| Dinamo Zagreb        | 2014–2015     | Prima Ligă Croată | 14        | 1         | 0       | 0      | 12      | 2      | 1       | 0      | 27      | 3      |
| Dinamo Zagreb        | Total         | Total             | 64        | 9         | 7       | 1      | 26      | 3      | 2       | 0      | 99      | 13     |
| Inter Milano         | 2014–2015     | Serie A           | 15        | 1         | 1       | 0      | —       | —      | —       | —      | 16      | 1      |
| Inter Milano         | 2015–2016     | Serie A           | 32        | 4         | 3       | 3      | —       | —      | —       | —      | 35      | 7      |
| Inter Milano         | 2016–2017     | Serie A           | 23        | 4         | 2       | 0      | 3       | 1      | —       | —      | 28      | 5      |
| Inter Milano         | 2017–2018     | Serie A           | 31        | 4         | 2       | 0      | —       | —      | —       | —      | 33      | 4      |
| Inter Milano         | 2018–2019     | Serie A           | 26        | 2         | 2       | 0      | 8       | 0      | —       | —      | 36      | 2      |
| Inter Milano         | Total         | Total             | 127       | 15        | 10      | 3      | 11      | 1      | —       | —      | 148     | 19     |
| Total carieră        | Total carieră | Total carieră     | 246       | 30        | 19      | 5      | 37      | 3      | 2       | 0      | 304     | 39     |

### Meciuri la națională
Până pe data de 12 septembrie 2018
| Echipa națională | An    | Meciuri | Goluri |
| ---------------- | ----- | ------- | ------ |
| Croația          |       |         |        |
| 2014             | 7     | 1       |        |
| 2015             | 7     | 2       |        |
| 2016             | 11    | 3       |        |
| 2017             | 7     | 0       |        |
| 2018             | 10    | 0       |        |
| Total            | Total | 42      | 6      |

### Goluri internaționale
Până pe data de 12 noiembrie 2016. Secțiunea scor indică scorul după fiecare gol al echipei marcat de Brozović.
| Nr. | Data              | Stadion                                | Selecție | Adversar    | Scor | Rezultat | Competiție                                   |
| --- | ----------------- | -------------------------------------- | -------- | ----------- | ---- | -------- | -------------------------------------------- |
| 1   | 13 octombrie 2014 | Stadionul Gradski vrt, Osijek, Croația | 6        | Azerbaidjan | 4 -0 | 6-0      | Calificările la UEFA Euro 2016               |
| 2   | 28 martie 2015    | Stadionul Maksimir, Zagreb, Croația    | 8        | Norvegia    | 1 -0 | 5-1      | Calificările la UEFA Euro 2016               |
| 3   | 17 noiembrie 2015 | Olimp-2, Rostov-on-Don, Rusia          | 14       | Rusia       | 2 -1 | 3-1      | Amical                                       |
| 4   | 23 martie 2016    | Stadionul Gradski vrt, Osijek, Croația | 15       | Israel      | 2 -0 | 2-0      | Amical                                       |
| 5   | 12 noiembrie 2016 | Stadionul Maksimir, Zagreb, Croația    | 24       | Islanda     | 1 -0 | 2-0      | Calificările la Campionatul Mondial din 2018 |
| 6   | 12 noiembrie 2016 | Stadionul Maksimir, Zagreb, Croația    | 24       | Islanda     | 2 -0 | 2-0      | Calificările la Campionatul Mondial din 2018 |

## Titluri
Dinamo Zagreb
- Prva HNL: 2012-2013, 2013-2014
- Supercupa Croației: 2013

Croația
- Campionatul Mondial: finalist în 2018[63]

Decorații
- Ordinul ducele Branimir cu panglică: 2018[64]